# Townfield
Townfield – wieś w Anglii, w hrabstwie Durham. Leży 33 km na zachód od miasta Durham i 391 km na północ od Londynu.